# Mitropapokal 1974/75
Der Mitropapokal 1974/75 war die 35. Auflage des Fußballwettbewerbs. SSW Innsbruck gewann das in Hin- und Rückspiel ausgetragene Finale gegen Budapest Honvéd.

## Mannschaften
| Land             | Verein             | Platzierung in Vorsaison                    |
| ---------------- | ------------------ | ------------------------------------------- |
| Italien          | AC Florenz         | 6. Platz (Serie A 1973/74)                  |
| Jugoslawien      | NK Rijeka          | Meister (2. Liga Jugoslawien 1973/74)       |
| Österreich       | SSW Innsbruck      | 2. Platz (Nationalliga 1973/74)             |
| Tschechoslowakei | Sklo Union Teplice | 6. Platz (1. Liga Tschechoslowakei 1973/74) |
| Ungarn           | Tatabányai Bányász | 5. Platz (1. Liga Ungarn 1973/74)           |
| Ungarn           | Budapest Honvéd    | 6. Platz (1. Liga Ungarn 1973/74)           |

## Gruppenphase

### Gruppe 1
| Pl. | Verein             | Sp. | S | U | N | Tore    | Diff. | Punkte |
| --- | ------------------ | --- | - | - | - | ------- | ----- | ------ |
| 1.  | SSW Innsbruck      | 4   | 3 | 1 | 0 | 008:200 | +6    | 07:10  |
| 2.  | Tatabányai Bányász | 4   | 2 | 0 | 2 | 007:700 | ±0    | 04:40  |
| 3.  | NK Rijeka          | 4   | 0 | 1 | 3 | 003:900 | −6    | 01:70  |

| 2. Oktober 1974    |     |                    |
| Tatabányai Bányász | 3:1 | NK Rijeka          |
| 23. Oktober 1974   |     |                    |
| NK Rijeka          | 1:3 | SSW Innsbruck      |
| 27. November 1974  |     |                    |
| SSW Innsbruck      | 4:1 | Tatabányai Bányász |
| 5. März 1975       |     |                    |
| Tatabányai Bányász | 0:1 | SSW Innsbruck      |
| 19. März 1975      |     |                    |
| NK Rijeka          | 1:3 | Tatabányai Bányász |
| 13. Mai 1975       |     |                    |
| SSW Innsbruck      | 0:0 | NK Rijeka          |

### Gruppe 2
| Pl. | Verein             | Sp. | S | U | N | Tore    | Diff. | Punkte |
| --- | ------------------ | --- | - | - | - | ------- | ----- | ------ |
| 1.  | Budapest Honvéd    | 4   | 2 | 1 | 1 | 006:400 | +2    | 05:30  |
| 2.  | Sklo Union Teplice | 4   | 2 | 0 | 2 | 007:600 | +1    | 04:40  |
| 3.  | AC Florenz         | 4   | 1 | 1 | 2 | 002:500 | −3    | 03:50  |

| 2. Oktober 1974    |     |                    |
| Budapest Honvéd    | 2:0 | AC Florenz         |
| 23. Oktober 1974   |     |                    |
| AC Florenz         | 2:1 | Sklo Union Teplice |
| 6. November 1974   |     |                    |
| Sklo Union Teplice | 2:0 | Budapest Honvéd    |
| 19. März 1975      |     |                    |
| AC Florenz         | 0:0 | Budapest Honvéd    |
| 15. April 1975     |     |                    |
| Budapest Honvéd    | 4:2 | Sklo Union Teplice |
| 20. April 1975     |     |                    |
| Sklo Union Teplice | 2:0 | AC Florenz         |

## Finale

### Hinspiel
| SSW Innsbruck                                   | SSW Innsbruck | Budapest Honvéd | Budapest Honvéd |
| ----------------------------------------------- | --- | --- | --------------- |
| SSW Innsbruck                                   | \| 27. Mai 1975 in Innsbruck (Tivolistadion) \| \| Ergebnis: 3:1 (2:1) \| \| Zuschauer: 7.500 \| \| Schiedsrichter: Dušan Maksimović ( Jugoslawien) \| | \| 27. Mai 1975 in Innsbruck (Tivolistadion) \| \| Ergebnis: 3:1 (2:1) \| \| Zuschauer: 7.500 \| \| Schiedsrichter: Dušan Maksimović ( Jugoslawien) \|                                                             | Budapest Honvéd |
| SSW Innsbruck                                   | Friedrich Koncilia – Werner Kriess, Engelbert Kordesch, Bruno Pezzey, Johann Eigenstiller (65. Othmar Bajlicz), Ove Flindt-Bjerg, Peter Koncilia, Werner Schwarz, Günther Rinker, Kurt Welzl, Helmut Metzler (46. Franz Oberacher) Cheftrainer: Branko Elsner | Sándor Gujdár – József Kelemen, Miklós Páncsics (70. Ernö Virágh), Sándor Egervári, Sándor Lukács, József Pál, Sándor Pintér, Lajos Szűcs, János Fehérvári, Mihály Kozma, István Weimper Cheftrainer: Károly Lakat | Budapest Honvéd |
| SSW Innsbruck                                   | 1:0 Günther Rinker (26.) 2:0 Ove Flindt-Bjerg (32.) 3:1 Kurt Welzl (86.) | 2:1 István Weimper (41.) | Budapest Honvéd |
| 27. Mai 1975 in Innsbruck (Tivolistadion)       | | |                 |
| Ergebnis: 3:1 (2:1)                             | | |                 |
| Zuschauer: 7.500                                | | |                 |
| Schiedsrichter: Dušan Maksimović ( Jugoslawien) | | |                 |

### Rückspiel
| Budapest Honvéd                           | Budapest Honvéd | SSW Innsbruck | SSW Innsbruck |
| ----------------------------------------- | --- | --- | ------------- |
| Budapest Honvéd                           | \| 11. Juni 1975 in Budapest (Honvedstadion) \| \| Ergebnis: 1:2 (0:0) \| \| Zuschauer: 12.000 \| \| Schiedsrichter: Sergio Gonella ( Italien) \|                                                                | \| 11. Juni 1975 in Budapest (Honvedstadion) \| \| Ergebnis: 1:2 (0:0) \| \| Zuschauer: 12.000 \| \| Schiedsrichter: Sergio Gonella ( Italien) \| | SSW Innsbruck |
| Budapest Honvéd                           | Sándor Gujdár – József Kelemen, Sándor Egervári, Lajos Szűcs, Sándor Lukács, József Pál, Lajos Kocsis, Sándor Pintér, János Fehérvári (52. Gábor Morgós), Mihály Kozma, István Weimper Cheftrainer: Károly Lakat | Friedrich Koncilia – Werner Kriess, Rudolf Horvath, Bruno Pezzey, Johann Eigenstiller, Ove Flindt-Bjerg, Othmar Bajlicz, Kurt Welzl, Helmut Metzler (7. Hans Rebele) (78. Engelbert Kordesch), Günther Rinker, Werner Schwarz Cheftrainer: Branko Elsner | SSW Innsbruck |
| Budapest Honvéd                           | 1:0 Lajos Kocsis (52., Elfmeter) | 1:1 Bruno Pezzey (58.) 1:2 Werner Schwarz (83.) | SSW Innsbruck |
| 11. Juni 1975 in Budapest (Honvedstadion) | | |               |
| Ergebnis: 1:2 (0:0)                       | | |               |
| Zuschauer: 12.000                         | | |               |
| Schiedsrichter: Sergio Gonella ( Italien) | | |               |

## Beste Torschützen
| Rang | Spieler           | Klub               | Tore |
| ---- | ----------------- | ------------------ | ---- |
| 1    | Jaroslav Melichar | Sklo Union Teplice | 3    |
| 2    | Károly Csapó      | Tatabányai Bányász | 2    |
|      | Claudio Desolati  | AC Florenz         | 2    |
|      | Ove Flindt-Bjerg  | SSW Innsbruck      | 2    |
|      | Manfred Gombasch  | SSW Innsbruck      | 2    |
|      | József Pál        | Budapest Honvéd    | 2    |
|      | Sándor Pintér     | Budapest Honvéd    | 2    |
|      | István Weimper    | Budapest Honvéd    | 2    |
|      | Kurt Welzl        | SSW Innsbruck      | 2    |